# Liverpool (storstadsdistrikt)
Liverpool, officellt namn City of Liverpool, är ett storstadsdistrikt (kommun) i Merseyside i England,  Storbritannien. Distriktet har 496 770 invånare (2022). Det består av staden Liverpool. 